# Liste der Einträge im National Register of Historic Places im Newton County (Texas)
Die Liste der Registered Historic Places im Newton County führt alle Bauwerke und historischen Stätten im texanischen Newton County auf, die in das National Register of Historic Places aufgenommen wurden.

## Aktuelle Einträge
| Lfd. Nr. | Name im NRHP             | Bild | Datum der Eintragung | Adresse/Lage               | Ort        | NRHP-ID  | Beschreibung |
| -------- | ------------------------ | ---- | -------------------- | -------------------------- | ---------- | -------- | ------------ |
| 1        | Burr's Ferry Bridge      |      | 18. Mai 1998         | TX 63 at the LA state line | Burkeville | 98000562 |              |
| 2        | Newton County Courthouse |      | 19. Juli 1979        | Off TX 190                 | Newton     | 79002999 |              |
| 3        | West Log House           |      | 13. Dez. 1979        | NE of Salem                | Salem      | 79003000 |              |